# 정애숙
정애숙(鄭愛淑. 1973년 ~ )은 대한민국의 YTN 앵커이다. 1995년 5월 공채 3기 입사한 앵커이다. 

## 학력
- 동국대 국어국문학과 학사 92학번